# Exorista ghanii
Exorista ghanii là một loài ruồi trong họ Tachinidae.